# Kostel svatého Petra a Pavla (Dětřichov)
Kostel svatého Petra a Pavla je filiální kostel v Dětřichově v římskokatolické farnosti Opatov v Čechách. Mezi kulturní památky byl zapsán 6. dubna 1964.

## Historie
První písemná zmínka o vsi Dětřichov je z roku 1347. Kostel je poprvé připomínán k roku 1350, kdy byl kostelem farním. Původně gotická stavba prošla několika stavebními úpravami. V 16. století byla renesančně přestavěna věž, což připomíná křížově zaklenuté podvěží s hřebínky. Další přestavbou prošel na začátku 18. století, kterou připomíná letopočet 1703 na portálku do sakristie. V roce 1793 postihl obec požár, který se nevyhnul ani kostelu. Následná přestavba v letech 1793–1795 dala stavbě barokní podobu. Z této doby pochází i většina vnitřního vybavení kostela. Znovu opravován byl ještě roku 1824. Tuto opravu datuje letopočet na hlavním klenáku severního vstupu do sakristie. Do 19. století jsou také datovány sochy umístěné v kostele.

## Popis stavby
Stavba je jednolodní, orientovaná, s věží v západním průčelí. Presbytář je zakončen půlkruhově a je stejně vysoký jako loď. Věž je hranolová zakončená cibulovou bání s lucernou. Podvěží je zaklenuto křížovou klenbou s hřebínky. V jednotlivých patrech jsou umístěna úzká půlkruhově zakončená okna, v nejvyšším patře pak velká půlkruhová okna s římsou. Při jižní stěně věže je schodišťový přístavek. Plochostropou loď osvětlují velká okna. U jižní stěny stojí pravoúhlá předsíň. Kruchta v kostele je nesena dvěma dřevěnými sloupy s vyřezávanými kartušemi. Do sakristie se vstupuje dveřmi s rokokovými výplněmi, které jsou umístěny v kamenném portálku s ušima a kapkami.